# Скреперно-стругове виймання вугілля
Скреперно-стругове виймання вугілля (англ. scraperbox mining, нім. Schälschrapperabbau m) – відпрацювання надто тонких вугільних пластів потужністю 0,4–0,6 м за допомогою скреперно-стругових установок. При цьому застосовується варіант камерної системи розробки з поперечною виїмкою (див. рис.), який характеризується тим, що розширення камери виконують не вздовж її осі, а перпендикулярно, тобто у поперечному напрямку. Звідси і розповсюджена на практиці назва цього варіанту системи — лава-камера.
Ширина камер в залежності від міцності порід покрівлі складає 15–20 м, розмір ціликів між ними — 2–5 м. Кріплення зводиться тільки на сполученні камери зі штреками. 